# Tim Huelskamp

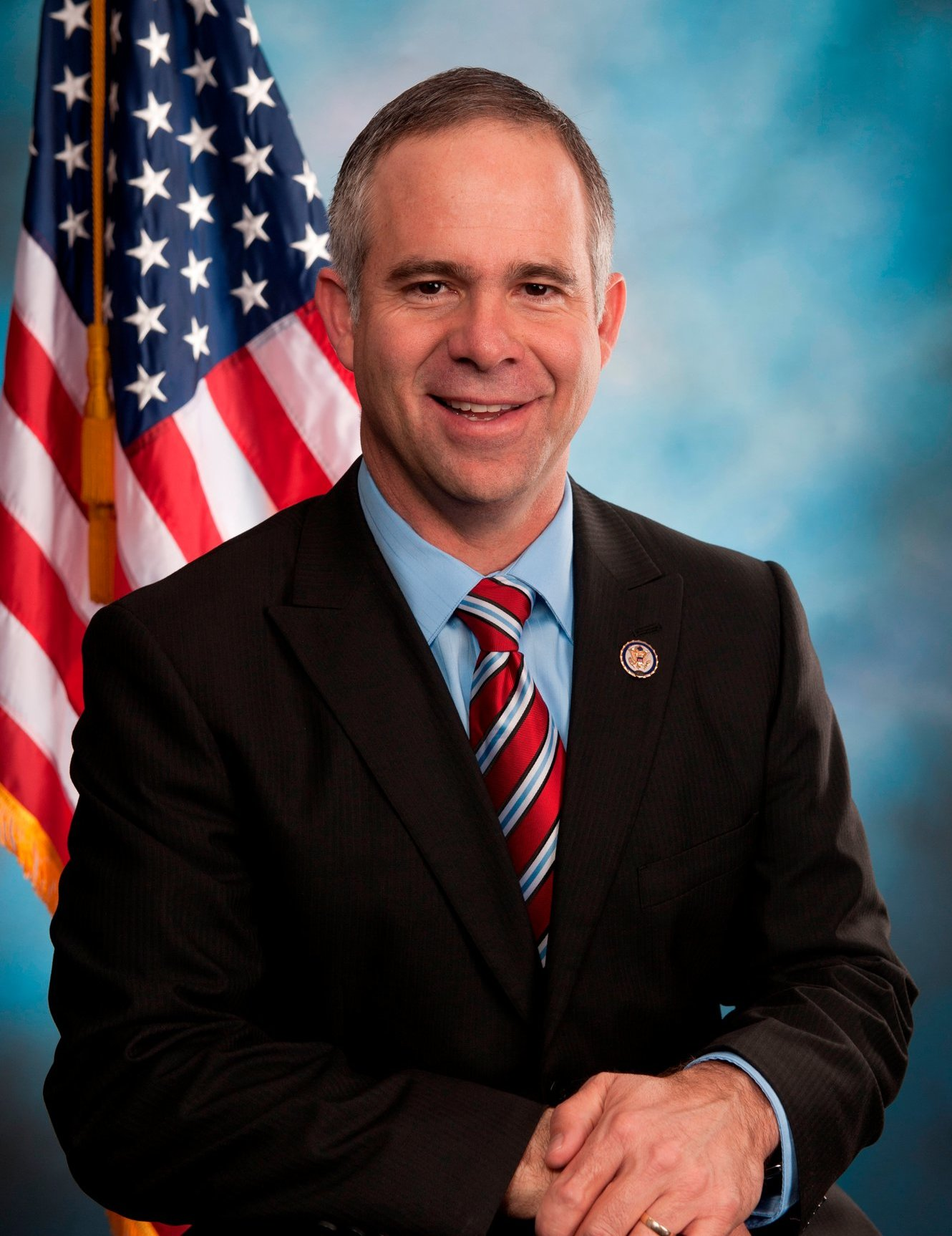
Tim Huelskamp (2011)

Timothy Alan „Tim“ Huelskamp (* 11. November 1968 in Fowler, Meade County, Kansas) ist ein amerikanischer Politiker (Republikanische Partei). Von 2011 bis 2017 vertrat er den Bundesstaat Kansas im US-Repräsentantenhaus. Nachdem er im August 2016 die parteiinterne Vorwahl verloren hatte, endete sein Mandat im Januar 2017.

## Werdegang
Tim Huelskamp besuchte bis 1991 das College of Santa Fe in New Mexico. Danach studierte er bis 1995 an der American University in Washington, D.C. Zwischenzeitlich war er als Farmer und Lehrer tätig. Außerdem arbeitete er als Haushaltsanalyst für den Staat New Mexico. Später kehrte er nach Kansas zurück. Zwischen 1996 und 2010 gehörte er dem Senat von Kansas an. Dort war er Mitglied in fünf Ausschüssen, darunter den Ausschüssen für Bildung und Landwirtschaft. Aus dem Steuerausschuss musste er nach Streitereien mit der Ausschussleitung zurücktreten.
Bei der Kongresswahl des Jahres 2010, die generell für die Republikaner und besonders für die radikale Tea-Party-Bewegung siegreich war, wurde Huelskamp im ersten Kongresswahlbezirk von Kansas in das US-Repräsentantenhaus in Washington, D.C. gewählt, wo er am 3. Januar 2011 die Nachfolge des in den US-Senat gewechselten Mandatsinhabers Jerry Moran antrat. Er ist Mitglied im Republican Study Committee und im der Tea-Party-Bewegung nahestehenden Tea Party Caucus, dessen Vorsitz er nach seinem Mandatsantritt übernahm. Er wurde in den Landwirtschaftsausschuss, Haushaltsausschuss und Veteranenausschuss sowie in drei Unterausschüsse aufgenommen.
2012 wurde er ohne Gegenkandidat für eine weitere Legislaturperiode gewählt. Huelskamp lehnte immer wieder Haushaltsgesetze und Schuldenobergrenzen ab, die seine Partei vorgeschlagen hatte, da sie ihm nicht weit genug gingen. Auch gesellschaftspolitisch zeigte er sich konservativ; nach einer Entscheidung des Supreme Court 2013, die homosexuelle Ehen bundesweit erlaubte, setzte er sich für eine Wiedereinführung des Defense of Marriage Act ein. Ende 2012 musste er den Haushalts- und Landwirtschaftsausschuss verlassen, da er sich mit der republikanischen Parteiführung im Kongress überworfen hatte. Huelskamp wurde daraufhin vorgehalten, dass er die Interessen seines ländlichen Wahlkreises in Washington nicht mehr wirkungsvoll vertreten könne. Als einer der Anführer der Revolte gegen den Speaker of the House John Boehner versuchte er diesen er noch Anfang 2013 gegen Jim Jordan zu ersetzen.
Befördert durch seine häufig als Obstruktion bezeichnete Kongresstätigkeit erhielt er in der republikanischen Vorwahl für das Repräsentantenhaus 2014 in Alan LaPolice einen ernstzunehmenden Herausforderer, den er mit zehn Prozent Vorsprung schlug. Die eigentliche Wahl im November 2014 bestand Huelskamp ohne Schwierigkeiten und trat am 3. Januar 2015 eine weitere zweijährige Amtszeit als Kongressabgeordneter an. Nach dem Wechsel des Speaker-Amtes von Boehner zu Paul Ryan 2015 verbesserte sich die Zusammenarbeit mit der Parteiführung, auch wenn er nicht wie gewünscht in den Landwirtschaftsausschuss zurückkehren konnte; Huelskamp wurde ins House Republican Steering Committee aufgenommen, das über die interne Verteilung von Ausschusssitzen befindet. Er verlor jedoch die parteiinterne Vorwahl der Republikaner für die allgemeine Wahl am 2. August 2016 gegen den vom Establishment und von Wirtschaftsverbänden favorisierten Roger Marshall trotz bundesweiter Unterstützung durch rechte Politiker wie Ted Cruz und Publizisten wie Laura Ingraham. Der kostspielige Wahlkampf wurde von nationalen Interessengruppen finanziert, für Huelskamp durch den Club for Growth, gegen ihn durch die United States Chamber of Commerce. Huelskamp war der dritte Republikaner im US-Repräsentantenhaus, der in diesem Jahr eine Vorwahl verlor, und der erste, der nicht nach dem Neuzuschnitt seines Wahlkreises („Redistricting“) unterlag. Er schrieb sein Abschneiden den Washingtoner Eliten und Interessengruppen zu, die er als von seiner eigenen Parteiführung instrumentalisiert betrachtete. Seine Niederlage verstanden politische Beobachter als Ausdruck der steigenden Unzufriedenheit vieler Republikaner mit der zunehmenden populistischen Polarisierung, die nicht nur von der Tea Party, sondern auch vom republikanischen Präsidentschaftskandidaten Donald Trump befördert worden sei. Der konservative National Review führte die Niederlage darauf zurück, dass die republikanischen Stammwähler – wie die Wähler Trumps – sich weniger an Ideologien als an Ergebnissen orientieren und gegen bestehende Institutionen aufbegehren würden. Für das Wall Street Journal verpasste Huelskamp seine Chance, Reformen für einen freien Markt gegen mächtige Interessengruppen durchzusetzen, da sich seine Kongressarbeit in Totalablehnung erschöpft habe.
Huelskamp schied am 3. Januar 2017 aus dem Kongress aus. Im Juli 2017 übernimmt er die Präsidentschaft der konservativen und libertären Denkfabrik The Heartland Institute.
Er ist verheiratet und hat vier adoptierte Töchter.